# مايك موسلي (لاعب كرة قدم أمريكية)
مايك موسلي (بالإنجليزية: Mike Mosley)‏ هو لاعب كرة قدم أمريكية أمريكي، ولد في 30 يونيو 1958 في هيلزبورو في الولايات المتحدة.

## وصلات خارجية
- مايك موسلي على موقع مرجع كرة القدم المحترفة.كوم (الإنجليزية)